# 3203 Huth
A 3203 Huth (ideiglenes jelöléssel 1938 SL) a Naprendszer kisbolygóövében található aszteroida. Cuno Hoffmeister fedezte fel 1938. szeptember 18-án.